# Edward Leedskalnin
Edward Leedskalnin (in lettone Edvards Liedskalniņš o Lēdskalniņš; Riga, 10 agosto 1887 – Miami, 7 dicembre 1951) è stato uno scultore statunitense, di origine lettone.

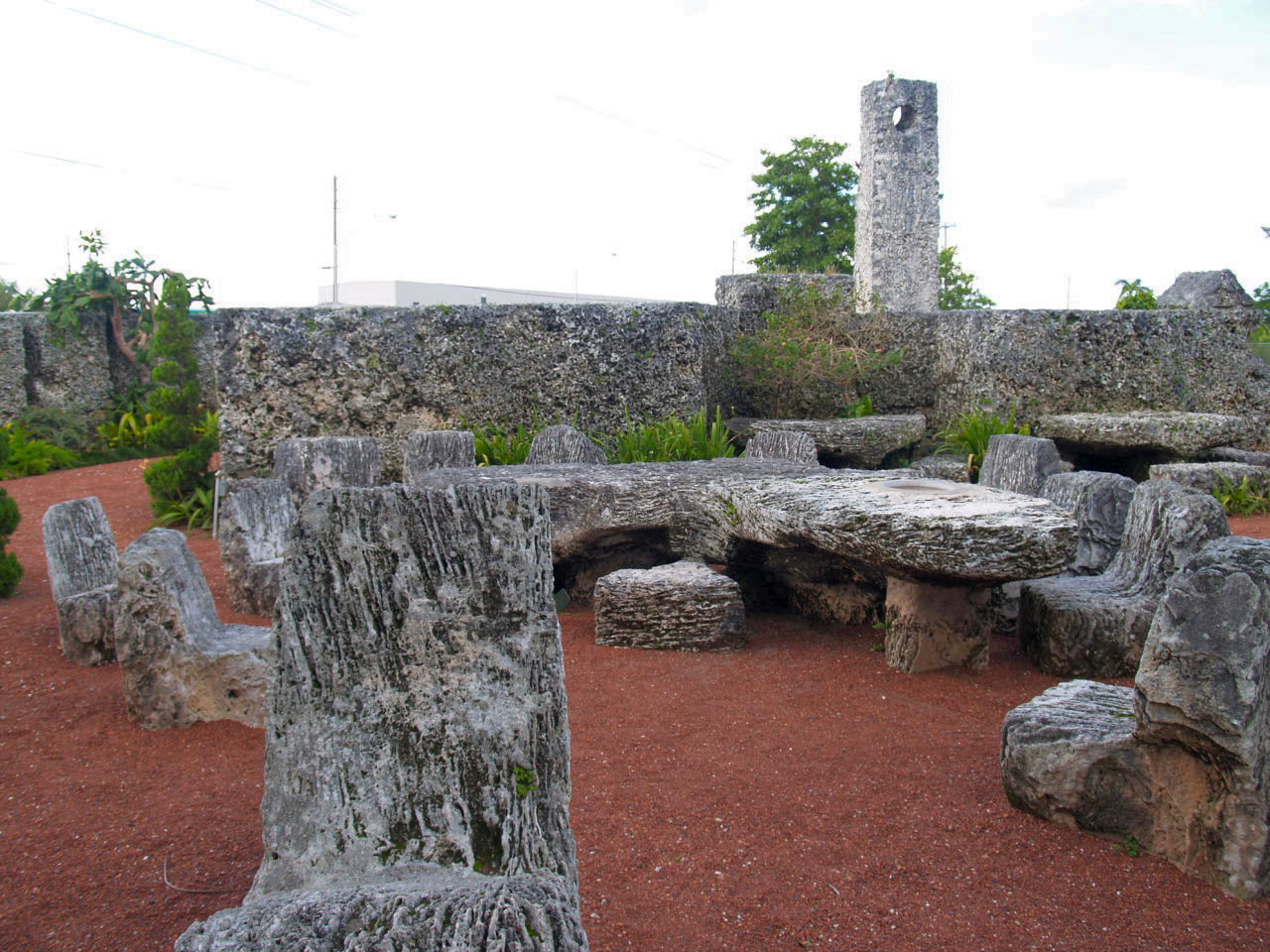
Coral Castle l'opera di Ed Leedskalnin

Costruì a mano ogni singolo pezzo del monumento conosciuto come Coral Castle in Florida. Fu anche conosciuto per le sue inusuali teorie del magnetismo.

## Biografia
Secondo la biografia di Joe Bullard, Waiting for Agnes (dove Agnes è il nome della sua fidanzata), all'età di 26 anni Edward venne lasciato dalla fidanzata sedicenne Agnes il giorno prima delle nozze. In seguito alla profonda delusione cominciò a maturare l'idea di costruire un castello per dedicarlo all'amata. Iniziò così a viaggiare per l'Europa, il Canada e gli Stati Uniti in cerca di un luogo dove stabilirsi.
Dopo essere stato colpito dalla tubercolosi fu costretto a trasferirsi in una località dal clima mite, e giunse così in Florida nel 1918. Iniziò quindi la costruzione del suo castello nei pressi di Florida City, dove aveva acquistato 10 acri di terreno.
Nel 1936 l'espansione edilizia portò alla costruzione di nuovi lotti edilizi nelle vicinanze della sua proprietà. Essendo Leedskalnin una persona molto riservata, decise di trasferirsi in un luogo più isolato. Ma la vera motivazione per cui Ed decise di spostare una così monumentale opera non è mai stata del tutto chiarita. Passò così i successivi 10 anni a trasferire ciascuna pietra da Florida City alla località dove attualmente sorge Coral Castle, ad una distanza di circa 16 km (Homestead). In questa operazione fu aiutato da un amico che aveva un vecchio camion. I blocchi furono caricati per mezzo di argani e del trattore del fattore che lì abitava, non come si dice per mezzo di levitazione. Resta tuttavia il dubbio sul perché della necessità di questo trasferimento.
Nel dicembre 1951 Leedskalnin si ammalò. Incise su una roccia la frase "Going to the Hospital" (vado all'ospedale) e prese la corriera per la città (non aveva un'automobile, conduceva una vita molto semplice e si spostava in bicicletta). Morì pochi giorni dopo, il 7 dicembre. Gli era stato diagnosticato un tumore maligno allo stomaco. Il castello fu ereditato da un nipote che nel 1953, poco prima della morte, lo donò ad una famiglia dell'Illinois.

## Teorie sul magnetismo
La singolare teoria sul magnetismo è espressa in particolare nella sua opera principale, il breve testo "Magnetic current" (1945). Egli definisce "magnete" la sostanza di cui sono fatti gli oggetti che conferisce loro le proprietà magnetiche. Essi possono passare attraverso qualunque altro oggetto (grazie alle loro ridotte dimensioni) e sono sempre in movimento tra il polo Nord e il polo Sud: nei "magneti permanenti" essi sono presenti in numero particolarmente elevato. La Terra stessa si comporta come un grande magnete, e questo influisce sul comportamento degli altri magneti, che differirebbe -ad esempio- a seconda della latitudine. Le varie proprietà dei magneti sono descritte tramite semplici esperimenti. Quanto alla corrente, non sarebbe distinta in "elettrica" e "magnetica": vi sarebbe dunque un solo tipo di corrente, ma composta da un flusso di magneti con direzione Nord-Sud e un flusso analogo in direzione opposta: pertanto tale corrente sarebbe definibile "corrente magnetica". Questa corrente ha la possibilità di spostarsi da un oggetto all'altro, se le condizioni sono corrette. Nella seconda parte, in particolare le correnti magnetiche vengono utilizzate per costruire un dispositivo di moto perpetuo che mantiene al suo interno indefinitamente la circolazione della corrente magnetica. Tale dispositivo, chiamato nel testo "Perpetual Motion Holder", è richiamato anche in un altro breve testo, Mineral, Vegetable and Animal Life (1945), che nella sua edizione originale ne riporta il diagramma nella prima pagina di copertina. In questo testo, si puntualizza l'importanza del magnetisimo negli esseri viventi: anche nell'uomo sono presenti magneti e assolvono varie funzioni, ad esempio contraggono e rilassano i muscoli. Tali magneti sono assunti dall'uomo tramite l'alimentazione. Nei suoi testi, Leedkalnin contesta la validità dell'esistenza degli elettroni e dei protoni, a favore dei "magneti" dei due tipi Nord e Sud.

## Principio del "Perpetual Motion Holder"
Il principio di funzionamento del dispositivo "perpetual motion holder" è lo stesso sfruttato nei moderni dispositivi di blocco/sblocco elettromagnetico (electromagnetic lock), utilizzato ad esempio nei serramenti. Inoltre, è anche analogo al principio alla base del funzionamento degli induttori.